# Bristol Hercules
Bristol Hercules – 14-cylindrowy silnik gwiazdowy, zbudowany w układzie podwójnej gwiazdy, zaprojektowany przez Sir Roya Feddena i wytwarzany przez Bristol Engine Company od 1939 r. Stanowił napęd znacznej części samolotów brytyjskiego lotnictwa bombowego z czasu II wojny światowej.
Silnik był jednym z pierwszych w których zastosowano rozrząd tulejowy, w wyniku czego uzyskano małą średnicę zewnętrzną silnika (zmniejszenie oporów powietrza) oraz bardziej wydajną wymianę ładunku przekładającą się na wzrost mocy, co łącznie dawało lepsze osiągi samolotu. Jego rozwój trwał przez całą wojnę i doprowadził do powstania ponad 57,400 silników w kilkudziesięciu wersjach.
W maju 1938 r. Kierownictwo Zaopatrzenia Lotnictwa zakupiło licencję na wytwarzanie silników Hercules których produkcja miała zostać uruchomiona w Państwowych Zakładach Lotniczych dla przyszłego samolotu bombowego PZL.49. W sierpniu zamówiono 3 silniki na potrzeby pierwszego prototypu oraz jako wzór dla produkcji krajowej. Dokumentację licencyjną przekazano w kwietniu 1939 r. lecz wybuch wojny uniemożliwił rozpoczęcie produkcji a żaden silnik nigdy nie dotarł do Polski.

## Zastosowanie
- Armstrong Whitworth Albemarle
- Avro Lancaster B.II
- Avro York C.II
- Bristol Beaufighter
- Bristol Freighter
- Bristol Superfreighter
- Breguet 890 Mercure
- Fokker T.IX
- Folland Fo.108
- Handley Page Halifax
- Handley Page Hastings
- Handley Page Hermes
- Nord Noratlas
- Northrop Gamma 2L
- Saro Lerwick
- Short S.26
- Short Seaford
- Short Solent
- Short Stirling
- Vickers Valetta
- Vickers Varsity
- Vickers VC.1 Viking
- Vickers Wellesley
- Vickers Wellington